# Hollern (Gemeinde Rohrau)
Hollern ist ein Ort und eine Ortschaft und eine Katastralgemeinde in der Marktgemeinde Rohrau im Bezirk Bruck an der Leitha in Niederösterreich. Die Ortschaft hat 222 Einwohner (Stand 1. Jänner 2025). Bis Ende 1971 war Hollern eine eigenständige Gemeinde.

## Geschichte
Das Straßendorf wurde 1083 urkundlich genannt.
Laut Adressbuch von Österreich waren im Jahr 1938 in der Ortsgemeinde Hollern ein Bäcker, ein Fleischer, zwei Gastwirte, zwei Gemischtwarenhändler, eine Milchgenossenschaft, ein Sattler, ein Schmied, zwei Schuster, ein Wagner und mehrere Landwirte ansässig.
Mit 1. Jänner 1972 wurden im Rahmen der Niederösterreichischen Kommunalstrukturverbesserung die bis dahin selbständigen Gemeinden Hollern und Pachfurth nach Rohrau eingemeindet.

## Kultur und Sehenswürdigkeiten
- Katholische Pfarrkirche Hollern hl. Helena
- Kriegergedächtniskapelle an der Friedhofsmauer
- Spätgotischer Tabernakelbildstock am westlichen Ortsrand
- Pfeilerbildstock östlich des Ortes Richtung Schönabrunn
- Kuruzzenschanze

Die zu Hollern gehörige Kellergasse liegt bereits jenseits der Landesgrenze in der Gemeinde Parndorf (siehe auch Liste der Kellergassen im Burgenland).

## Persönlichkeiten
- Johann Herbsthofer (1866–1932), Installateur, Politiker und Abgeordneter zum Oberösterreichischen Landtag
- Josef Raser (1887–1966), Landwirt und Politiker des Landbundes